# (37001) 2000 TL29
2000 TL29 (asteroide 37001) é um asteroide da cintura principal. Possui uma excentricidade de 0.07514120 e uma inclinação de 22.24519º.
Este asteroide foi descoberto no dia 3 de outubro de 2000 por LINEAR em Socorro.